# Chiesa dei Santi Gervasio e Protasio (Reggio Emilia)
La chiesa dei Santi Gervasio e Protasio è la parrocchiale di Coviolo, frazione di Reggio Emilia, in provincia di Reggio Emilia e diocesi di Reggio Emilia-Guastalla; fa parte del vicariato urbano di Reggio Emilia.

## Storia
La primitiva chiesa di Coviolo sorse forse nel X secolo come oratorio privato da qualche signore feudale.
Nel 1111 il feudatario di Coviolo Aginulfo donò la chiesa al monastero di San Prospero Strinati; nel 1168 la cappella, già filiale della pieve di Rivolta e nel XII secolo elevata a battesimale, venne consacrata dal vescovo di Reggio Albericone.
Nel 1520 la chiesa entrò a far parte a pieno titolo della diocesi di Reggio Emilia, passando sotto proprietà vescovile.
Grazie ad una descrizione redatta nel 1652 da don Domenico Toschi si conosce che tale cappella era ad un'unica navata con ingresso rivolto a ponente e l'abside a levante e che era dotata di tre altari; dalla relazione della visita pastorale del 1663 del vescovo Gianagostino Marliani s'apprende che l'edificio aveva il coro di forma semicircolare.
La vecchia cappelle venne demolita nel 1723 per far posto alla nuova parrocchiale, progettata dal reggiano Prospero Mattioli; il nuovo edificio fu consacrato il 28 settembre 1735 dal vescovo di Reggio Emilia Ludovico Forni.
Nel 1769 venne costruita la sagrestia e nel 1780 furono realizzati dal capomastro Sebastiano Zanni il campanile e la facciata.
La struttura, danneggiata da un evento sismico nel 1983, venne restaurata nel 1988 su disegno dell'Ing. Saverio Fontana; nel 1996 un nuovo terremoto interessò la chiesa, che fu consolidata e ristrutturata entro il 2003.

## Descrizione

### Facciata
La facciata della chiesa è suddivisa in due registri, de' quali quello inferiore, sul quale s'apre il portale, è scandito da alcune paraste d'ordine dorico, e quello superiore, che è più stretto dell'altro, al quale è raccordato tramite dei setti a voluta, è caratterizzato da una finestra di forma trapezoidale; a coronare il tutto è il timpano, al centro del quale s'apre un oculo.

### Interno
L'interno dell'edificio è scandito da paraste doriche sorreggenti la trabeazione dentellata; opere di pregio qui conservate sono l'altare maggiore, in marmo rosso di Verona e realizzato nel XVIII secolo dal modenese Francesco Rizzardi, la pala ritraente i Santi Gervasio e Protasio Martiri, eseguita forse da Paolo Emilio Besenzi, e l'organo.